# FlexProcess
FlexProcess（フレックスプロセス）は、NECが開発・販売している化学・素材・食品業向けに特化したERPパッケージ製品である。
化学・素材・食品業に特有の、連産品、副産物、リサイクルなどの複雑な生産工程を実態に即して情報システムで管理することが可能となる。

## 特長

### きめ細かな在庫管理
保管場所別／状態別／荷姿別管理、ロット・サブロット管理や生産計画と調達計画の連動、発注ロットサイズの適正化など、正確な在庫情報を把握することで、在庫水準低減へとつなげることができる。

### 品目別・工程別の製造原価の見える化
実態に即した生産基準情報を設定し、生産実績をとらえられることで、製造原価を的確に把握することができる。

### 詳細な品質情報管理
生産工程の各段階で品質検査情報の蓄積・管理や入力者と承認者の権限分離など、品質を源流から作りこみ、品質保証体制を強化することができる。

### 柔軟なシステム基盤
パッケージ本体を改変することなくお客様固有の業務要件を実現できるため、将来的な業務変更や拡張にも柔軟に対応し、パッケージのバージョンアップにも追随できる。

### 中国での業務標準化
コンサルティングから導入、保守、運用サポートに至るまでトータルに現地スタッフでの対応が可能である。

## 導入事例
- FlexProcess導入事例